# Szpirídon Hazápisz
Szpirídon P. „Szpiros” Hazápisz (görögül: Σπυρίδων "Σπύρος" Χαζάπης) (Görögország, Ándrosz 1872. – ?) olimpiai ezüstérmes görög úszó, katona.
A legelső újkori nyári olimpián, az 1896. évi nyári olimpiai játékokon, Athénban indult úszásban, egy versenyszámban, a 100 méteres gyorsúszásban. Ez a verseny speciális volt, mert csak a görög haditengerészet matrózai indulhattak.